# Sonam Rinchen
Guéshé Sonam Rinchen (né en 1933 - mort le 5 octobre 2013 à Dharamsala) est né dans la région de Trehor au Kham, région orientale du Tibet. En 1945, il a rejoint le monastère de Dhargyey, et est entré à l'université monastique de Séra Je à Lhassa en 1952, où il a étudié jusqu'à ce qu'il soit contraint à fuir le Tibet en 1959.
En Inde, il a terminé ses études, obtenant le degré de Geshe Lharampa en 1980. Il a aussi obtenu le degré d'Acarya à l'Institut central d'études supérieures tibétaines à Sarnath. Il a été nommé professeur permanent de la Bibliothèque des archives et des œuvres tibétaines à Dharamsala en Inde en 1978, où il enseigne la philosophie et la pratique bouddhiste, principalement aux Occidentaux. Il a aussi enseigné au Japon, en Australie, en Grande-Bretagne, en Corée du Sud, en Irlande, en Nouvelle-Zélande et en Suisse.

## Livres
- (en) Atisha's Lamp for the Path to Enlightenment,  (ISBN 1-55939-082-4)
- (en) The Bodhisattva Vow,  (ISBN 1-55939-150-2)
- (fr) Les huit préceptes pour l'entraînement de l'esprit, traduction Olivier Clerc, Bdlys (editions), 2003,  (ISBN 2-914395-25-6)
- (en) Eight Verses for Training the Mind,  (ISBN 1-55939-259-2) (anciennement 1559391650)
- (es) Ocho Poemas para Educar la Mente
- (en) The Heart Sutra,  (ISBN 1-55939-201-0)
- (en) How Karma Works,  (ISBN 1-55939-254-1)
- (en) Nagarjuna's "Seventy Stanzas",  (ISBN 0-937938-39-4)
- (en) The Six Perfections,  (ISBN 1-55939-089-1)
- (en) The Thirty-seven Practices of Bodhisattvas,  (ISBN 1-55939-068-9)
- (en) The Three Principle Aspects of the Path,  (ISBN 1-55939-116-2)
- (en) Yogic Deeds of Bodhisattvas,  (ISBN 1-55939-019-0) Current Edition, Aryadeva's Four Hundred Stanzas on the Middle Way   (ISBN 978-1-55939-302-7)
- (en) Buddha Nature, 2003 Library of Tibetan Works & Archives,  (ISBN 81-86470-34-4)